# Tropas de Propaganda de la Wehrmacht

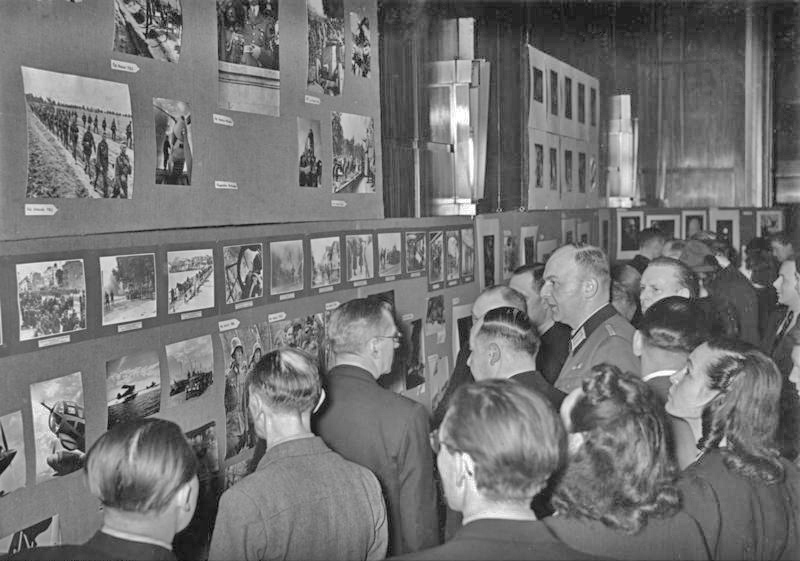
Exposición de 1940 de fotografías producidas por las compañías de propaganda durante la invasión de Polonia.

Las Tropas de propaganda de la Wehrmacht (en alemán: Wehrmachtpropaganda, abreviado como WPr) eran una rama de servicio de la Wehrmacht  y las Waffen-SS de la Alemania nazi durante la Segunda Guerra Mundial. Subordinado al Alto Mando de la Wehrmacht  (el Oberkommando der Wehrmacht), su función era producir y difundir material de propaganda e información dirigido a las tropas alemanas y la población.

## Planificación y formación
La planificación de las actividades de propaganda por parte de la Wehrmacht comenzó en 1938. Joseph Goebbels, jefe del Ministerio de Propaganda, buscó establecer una cooperación efectiva con la Wehrmacht para garantizar un flujo fluido de materiales de propaganda desde el frente. Se pospuso ante el ejército para establecer y controlar las compañías de propaganda, pero brindó asistencia para suministrar personal.

## Función y operación
El servicio estaba subordinado al Jefe de Estado Mayor de Operaciones de OKW, General Alfred Jodl, Comandado por el general Hasso von Wedel, el departamento supervisó las numerosas compañías de propaganda (Propagandakompanie) de la Wehrmacht y las Waffen-SS, adscritas a las tropas de combate. En su apogeo en 1942, las tropas de propaganda incluían a 15.000 hombres.
Las compañías de propaganda eran las únicas unidades de noticias en áreas de operación militar, ya que a los corresponsales de noticias civiles se les prohibía ingresar a las zonas de combate. Las tropas produjeron los materiales escritos, de audio y de película desde el frente y los enviaron a un centro de procesamiento en Alemania, donde fueron revisados por los censores, principalmente con fines de seguridad. Los materiales filtrados fueron luego enviados al Ministerio de Propaganda para su difusión inmediata. Entre los materiales de propaganda producidos se encontraba el Wehrmachtbericht, el comunicado oficial de noticias sobre la situación militar del Reich, y estaba destinado al consumo interno y externo.

## Publicaciones
Las publicaciones de propaganda en apoyo del esfuerzo de guerra de la Wehrmacht y las Waffen-SS incluyeron: 
- Die Deutsche Wochenschau - serie semanal de noticieros
- Der Adler - revista quincenal de la Luftwaffe, la fuerza aérea
- Unsere Kampfpiloten - serie de Heftroman (folletos de pulpa), centrándose en la fuerza de combate de la Luftwaffe
- Adler Bibliothek - serie de propaganda publicada bajo los auspicios de Hermann Göring, el jefe de la Luftwaffe

### Citas
1. 1 2  Kallis, 2005, pp. 57–59.
2. 1 2  Yad Vashem,.
3. ↑  Kallis, 2005, p. 57.
4. ↑  Kallis, 2005, p. 56.